# Acebutolol
Acebutololul este un medicament din clasa beta-blocantelor, fiind utilizat în tratamentul hipertensiunii arteriale și al aritmiilor.
Molecula a fost patentată în 1967 și a fost aprobată pentru uz medical în anul 1973.